# Dzięcielin
Dzięcielin – wieś sołecka w Polsce położona w województwie wielkopolskim, w powiecie międzychodzkim, w gminie Międzychód.

## Historia
Miejscowość pierwotnie związana była z Wielkopolską. Ma metrykę średniowieczną i istnieje co najmniej od XV wieku. Wymieniona pierwszy raz w dokumencie zapisanym po łacinie z 1405 jako  "Dzanczelino, Dzandzelino", oraz później: w 1449 "Dziaczelino", 1469 "Zanczyelino, Dzaczelyno", 1470 "Dzanczyelino, Dzyaczyelyno", 1475 "Dzyąnczyelino, Dzyanczelino", 1478 "Dziączelino", 1494 "Dzaczelino", 1508 "Dzianczielino", 1563 "Dzienczelino", 1577 "Dzieczelino" .
Wieś wspominały historyczne dokumenty prawne, własnościowe i podatkowe. Była własnością szlachecką w dobrach międzychódzkich. W połowie należała do rodu Ostrorogów herbu Nałęcz, a druga część do Skórów Obornickich z Gaju. W 1405 wieś wspomniana w dokumentach procesowych kiedy Jan z Dzięcielina prowadził spór o dwie sztuki bydła z Dobrogostem z Prusimia. W 1449 wieś leżała w powiecie poznańskim Korony Królestwa Polskiego. W latach 1449–64 połowa wsi należała do Stanisława Ostroroga. W 1449 zapisał on swojej żonie Beacie posag i wiano na połowę miasta Międzychód wraz z wsiami, w tym m.in. na połowę Dzięcielin. W 1500 Jan Ostroróg zapisał żonie Dorocie z Wrześni jako wiano pół miasta Międzychód z połowami wsi doń przynależnych, m.in. Dzięcielinem. W 1508 wieś należała do parafii Międzychód. .
W latach 1975–1998 miejscowość administracyjnie należała do województwa gorzowskiego.